# Адельгейд Попп
Адельгейд Попп (нім. Adelheid Popp), до шлюбу Дворак (нім. Dworak; 11 лютого 1869, Інцерсдорф-ам-Вінерберг, Австро-Угорщина) — 7 березня 1939, Відень, Австрія) — діячка Соціал-демократичної робітничої партії Австрії, феміністична активістка, родоначальниця жіночого робітничого руху Австрії, журналістка, письменниця та редакторка.

## Біографія
Адельгейд Дворак була наймолодшою, п'ятнадцятою дитиною в багатодітній родині ткача; батько помер, коли їй було 6 років. У 10 вона розпочала навчання в школі, але у 14 змушена була піти працювати на фабрику, щоб допомогти матері, здоров'я якої було підірване численними пологами.
Брати періодично брали Адельгейд із собою на збори робітників, і одного разу вона сама виступила на одному із таких зібрань з промовою про стан жінок-робітниць, і її слова справили сильне враження на присутніх.
З цього моменту Адельгейд, щодня працюючи по 12 годин на фабриці, вечорами навчалася грамоті. Почала цікавитися літературою про соціалістів і писати власні статті про становище жіночого робітничого руху в Австрії, а на вихідних виступала на партійних зібраннях.
У 1893 році одружилася з Юліусом Поппом, близьким другом і соратником Віктора Адлера; дружина останнього Емма Адлер була найкращою подругою Адельгейд. У тому ж році, після активної участі в організації страйку робітниць, вона потрапила в поле зору таємної поліції і в подальшому неодноразово була заарештована і перебувала у в'язниці.
Адельгейд Попп співзаснувала австрійську газету «Arbeiterinnen-Zeitung», в якій працювала відповідальною редакторкою. У цей період також підтримувала дружні стосунки з Фрідріхом Енгельсом і Августом Бебелем, які дуже цінували її громадянську позицію.
У 1902 році Попп була серед засновниць «Товариства соціал-демократичних жінок і дівчат». У 1916 році вона була обрана головою Міжнародного жіночого соціалістичного секретаріату, змінивши на цій посаді Клару Цеткін. У 1918 році увійшла до керівництва Соціал-демократичної робітничої партії Австрії, а також була обрана до складу віденської місцевої ради. У наступному році стала депутаткою Конституційних національних зборів, а в 1920 році була обрана до Національної ради Австрії, де пропрацювала до 1934 року.
Книга Попп «Der Weg zur Höhe: die sozialdemokratische Frauenbewegung Österreichs; ihr Aufbau, ihre Entwicklung und ihr Aufstieg» була внесена нацистами до списку книг, які підлягають спаленню.
Померла у 1939 році. Похована на Центральному кладовищі Відня (ділянка 63, ряд 2, могила № 24).

## Пам'ять
У 1949 році на честь Адельгейд Попп було названо муніципальний житловий будинок у віденському районі Оттакринг, на перетині Поссінгергассе і Гербстштрассе.
У 1992 році в м. Лінц її ім'я отримав проїзд (Adelheid-Popp-Weg), що знаходиться в районі Аувізен і з'єднує Галлештрассе і Крайскіштрассе.
У 2011 році її ім'ям було названо сквер між будинками № 74 і 78 в Гернальському провулку Геблергассе (Geblergasse), а також провулок (Adelheid-Popp-Gasse) в Донауштадті.

## Твори

### Авторка
- Die Jugendgeschichte einer Arbeiterin — von ihr selbst erzählt. — München: Ernst Reinhardt, 1909.
- Erinnerungen. Aus meinen Kindheits- u. Mädchenjahren. Aus der Agitation und anderes. — Stuttgart: Dietz, 1915.
- Der Weg zur Höhe: die sozialdemokratische Frauenbewegung Österreichs; ihr Aufbau, ihre Entwicklung und ihr Aufstieg. — Wien: Frauenzentralkomitee der Sozialdemokratischen Arbeiterpartei Deutschösterreichs, 1929.

### Відповідальна редакторка
- Gedenkbuch 20 Jahre österreichische Arbeiterinnenbewegung, 1912.